# Bases de Segovia
Bases de Segovia es un documento redactado en Segovia por la Asamblea de Diputaciones Castellanas en los últimos días del mes de enero de 1919 con vistas a elaborar las llamadas Leyes de Castilla que acercasen a Castilla, en algunos aspectos, más a una «mancomunidad».
El diario El Adelantado de Segovia definía de esta manera las inquietudes del evento: 

el proyecto de las Diputaciones castellanas, en su sentido total, constituye una obra de reflexión y de acierto, marca un máximum de aspiraciones (...) pero de llegar a implantarse la autonomía regional, creemos que en Segovia se habrá construido el molde donde habrá de vaciarse la futura concepción de legislador.

Algunos de los acuerdos adoptados, entre otros, por la Asamblea de Diputaciones Castellanas reunida en Segovia en 1919 eran: crear un monumento en el monolito a los Comuneros que recordase a los Comuneros; creación de una oficina o servicio técnico capacitado para contribuir a la información de los representantes de Agricultura en la Junta de Aranceles y Valoraciones; y la organización por parte de las diputaciones de un seguro contra el pedrisco.